# 황등남초등학교
황등남초등학교는 대한민국 전북특별자치도 익산시 황등면 황등리에 있는 공립 초등학교이다.

## 학교 연혁
- 1971. 03. 01 황등남초등학교 설립 인가
- 1973. 03. 01 도지정 미술과 연구학교(73-74)
- 1975. 09. 01 한국교육개발원 협력학교(73-78)
- 1983. 03. 01 도지정 과학교육 시범학교(83-84)
- 1996. 03. 01 교육부지정 인성교육 자율시범학교(96-97)
- 1999. 11. 09 농어촌 현대화 학교 신축 준공
- 2000. 03. 01 전라북도교육청지정 교실수업개선 시범학교(00-01)
- 2002. 05. 01 교육지정 학교도서관 디지털자료실 구축시범학교
- 2003. 03. 01 전라북도교육청지정 교과교육·연구학교(03-04)
- 2006. 03. 01~2009. 02. 28 전라북도교육청지정 YP시범학교
- 2010. 03. 01~2012. 02. 29 전라북도교육지원청 학력신장 연구학교
- 2012. 09. 01 제13대 최영숙 교장 부임
- 2014. 03. 01~2016. 02. 29 전라북도교육지원청 다문화학생 교육 연구학교
- 2015. 02. 12 제43회 졸업(총 졸업생 3934명)
- 2015. 03. 01 13학급 편성

## 참고 자료
- 황등남초등학교 - 한국교육학술정보원 학교알리미